# Розстріляне відродження

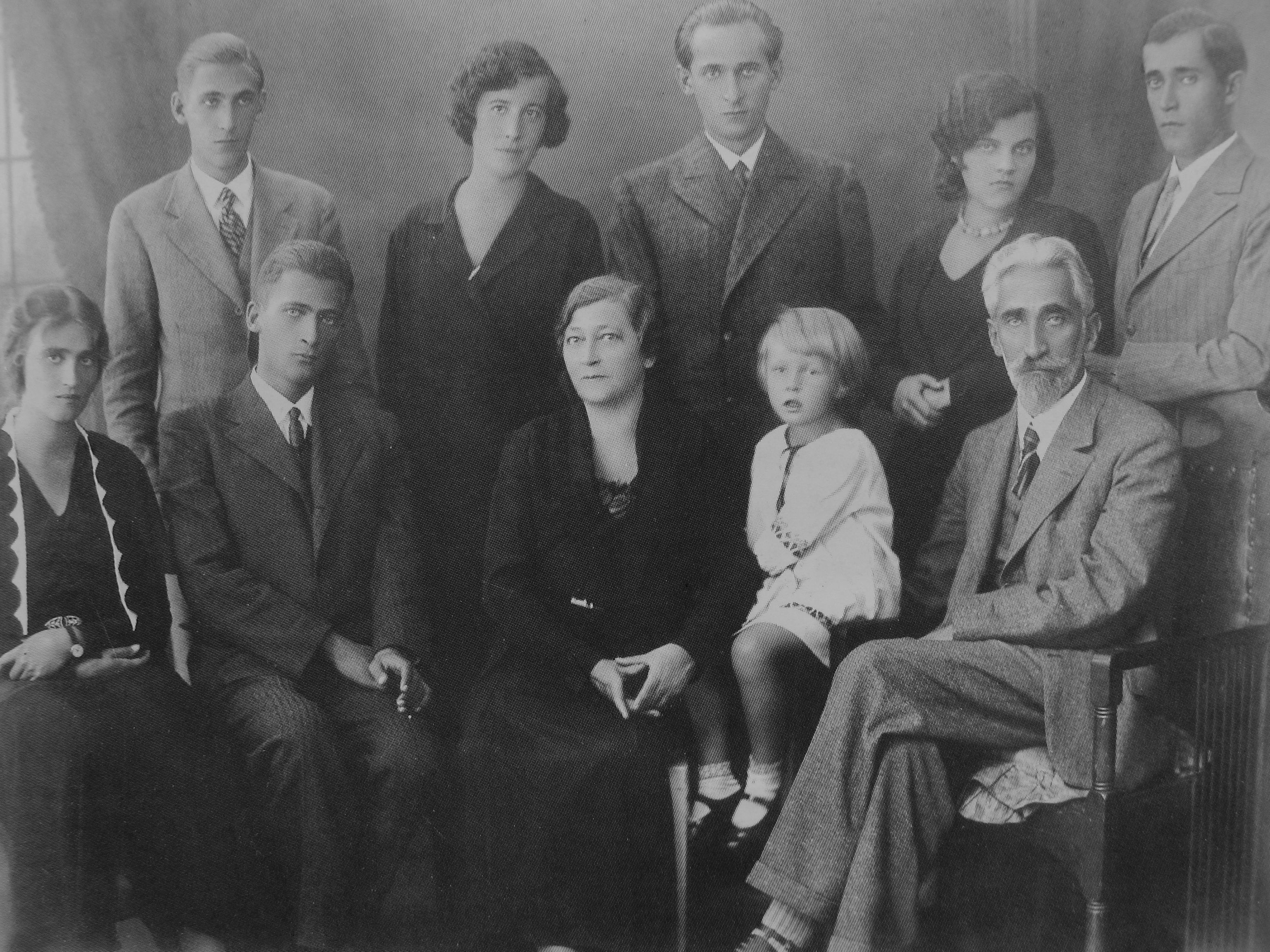
Родина Крушельницьких, початок 1930-х років. Сидять (зліва направо): Володимира, Тарас, Марія (мати), Лариса і батько Антін. Стоять: Остап, Галя (дружина Івана), Іван, Наталя (дружина Богдана), Богдан. У 1934—1937 роках Володимиру, Тараса, Антона, Остапа, Івана та Богдана репресували та стратили. Це фото стало символом винищення сталінським режимом української інтелігенції

Розстрі́ляне відро́дження (також Червоний ренесанс) — науково-просвітницьке, духовно-культурне та літературно-мистецьке покоління 20-х і 30-х років XX століття в Українській РСР, яке дало високохудожні твори й здобутки у галузі літератури, філософії, живопису, музики, театру, кіно, освіти, науки та яке було знищене здебільшого під час великого терору.
Доба «розстріляного відродження» — доба творчої особистості, яка вступила в конфлікт із тоталітарним режимом, хоча зовсім не мала наміру такого протистояння, і намагалася триматися осторонь будь-яких політичних проявів. Письменники «розстріляного відродження» не сприймали догм, які вимагали послуху, їм був притаманний крайній індивідуалізм.

## Назва
Метафора «розстріляне відродження» належить Єжи Ґедройцю. Вперше він вжив цей вислів у листі до Юрія Лавріненка від 13 серпня 1958 року, запропонувавши його як назву антології української літератури 1917—1933 років, що її на замовлення Ґедройця підготував Лавріненко: «Щодо назви. Чи не було би, може, добре дати як загальну назву: „Розстріляне відродження. Антологія 1917—1933 etc.“ Назва тоді звучала би ефектно. З другого боку, скромна назва „Антологія“ може тільки полегшити проникнення за залізну завісу. Що Ви думаєте?». «То нехай же так і буде», — було сказано тоді.
Антологія «Розстріляне відродження» з'явилася з ініціативи й коштом Єжи Ґедройця у Бібліотеці паризької «Культури» 1959 року й донині залишається найважливішим джерелом з історії української літератури того періоду. Вона подає найкращі взірці української поезії, прози й есеїстики 1920-30-х років За десятиліття (1921–1931) українська культура спромоглася компенсувати відставання й навіть переважити на терені вітчизни вплив інших культур, російської зокрема (на 1 жовтня 1925 року в Українській СРР нараховувалося 5000 письменників).
На думку дослідниці української літератури 1920-х років Ярини Цимбал «розстріляне відродження» було вдалою назвою для антології, але невдалою для всього покоління творчої інтелігенції. «Червоний ренесанс», на її думку, більш вдала метафора, оскільки це самоназва. Вперше вона з'явилася 1925 року, коли одночасно й незалежно один від одного вийшли книжка «Ренесанс української літератури» Олександра Лейтеса і поема «Заклик червоного ренесансу» Володимира Ґадзінського. Того ж року вийшов журнал «Нео-Ліф», у передмові до якого, також написаній Ґадзінським, зазначалося: «Для нас минуле — тільки засіб пізнання сучасності та майбутнього, корисний досвід та важлива практика при великій будові Червоного Ренесансу».

## Історичні передумови
Це відродження було пов'язано з тим, що українські митці навіть за умов замовчування й заборони (наприклад, Емський указ) створили тексти, гідні світового поціновування (П. Куліш, І. Франко, М. Коцюбинський), з довгоочікуваним набуттям Україною своєї державності, з датою українізації та різнобічних свобод, обіцяних революціями 1905—1917 років.
Вийшовши здебільшого з нижчих і середніх верств населення (службовці, різночинці, священники, робітники, селяни), нове покоління української еліти часто не мало можливості здобути систематичну освіту через війну, голод і необхідність заробляти насущний хліб. Але, працюючи «на грані», намагаючись використати будь-яку можливість ознайомитися зі світовою культурою, розправити віками скуті крила творчості, вони просякалися найсучаснішими тенденціями і творили справді актуальне мистецтво.
Саме у цей період Україна мала несправджену змогу розв'язати питання своєї незалежності. За ці два десятиліття більшість етнічних українських земель була підпорядкована Москві. Крім УРСР, українські землі увійшли до інших держав (Польська республіка, Чехословацька республіка, Румунське королівство), що надало можливість митцям включитися в інонаціональне літературне життя і сприяло його оновленню та визначенню як окремого.
Говорячи про історико-літературні чинники, Тамара Гундорова зауважує: «Наприкінці першого — на початку другого десятиліття XX століття в українській літературі відбувається зміна літературних поколінь. Відхід з життя М. Коцюбинського, Лесі Українки, І. Франка, еміграція Олександра Олеся, С. Черкасенка, М. Шаповала, В. Винниченка, М. Вороного, В. Самійленка (незабаром три останні повернулися), розстріл Г. Чупринки (1921) позначили кінець раннього етапу українського модернізму з його потужним національно-культурним міфотворенням, із програмою гуманізації та універсалізації світу, духовною утопією гармонійного індивідуального, національного і соціального життя».
У цей час приходить нова генерація з моральним тягарем перемог і поразок боротьби за національну незалежність, з розумінням свого шляху України у світовій історії, незалежних у судженнях, з розмаїтими ідеями щодо розвитку української літератури, коли, за висловом Соломії Павличко, література «дістала значно ширшу, ніж будь-коли, аудиторію. Зростав рівень освіти цієї аудиторії. Вперше в літературі працювала велика кількість письменників та інтелектуалів. Уперше українські науковці говорили з кафедр національних університетів. Уперше бурхливо диференціювалися окремі мистецькі напрями, групи, школи. Однак тенденція до модернізації культурного життя співіснувала з самого початку з паралельною тенденцією до його підпорядкування ідеології, а потім і до повного знищення.».

## Літературні об'єднання

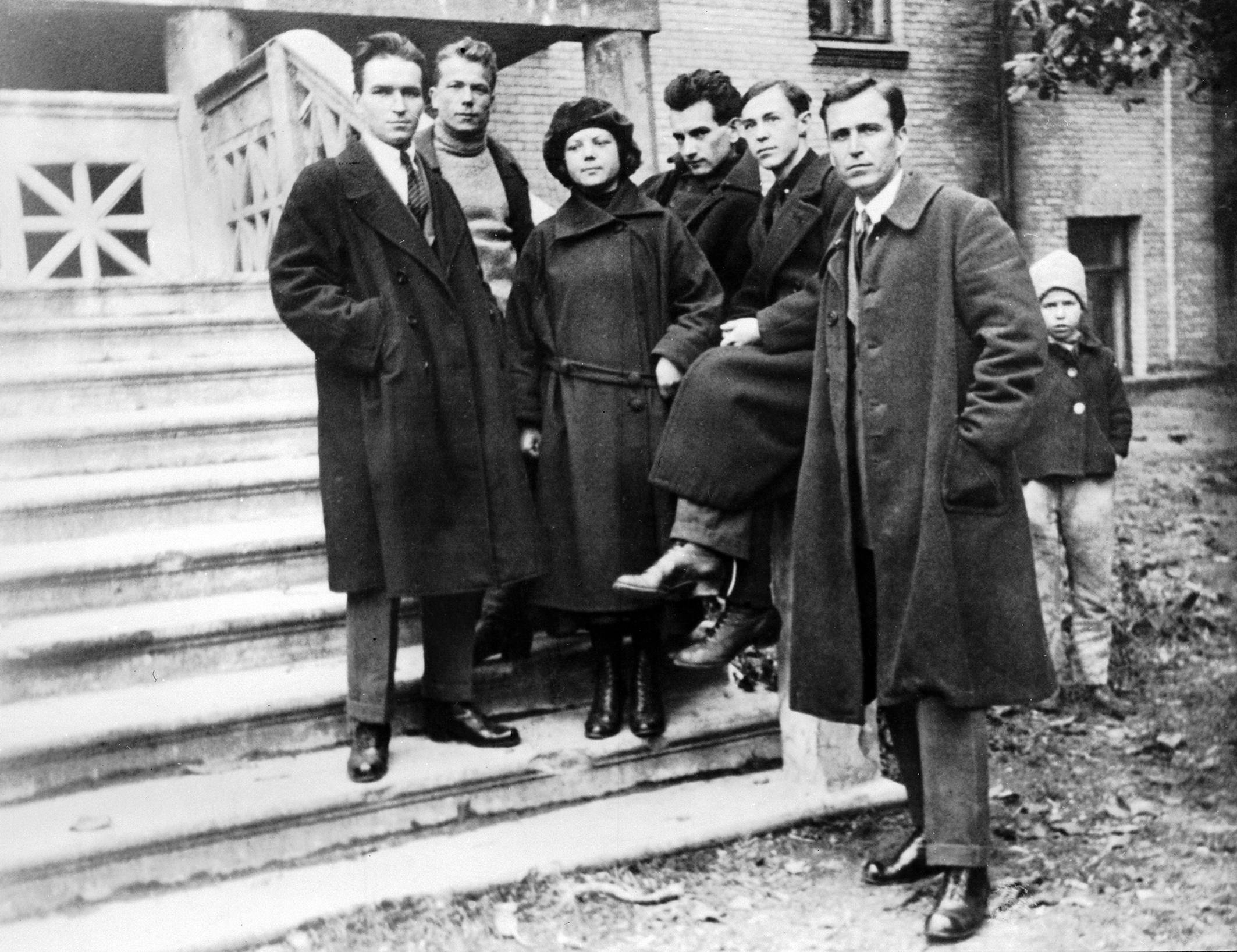
Члени літературного об'єднання «Ланка». Зліва направо: Борис Антоненко-Давидович, Григорій Косинка, Марія Галич, Євген Плужник, Валер'ян Підмогильний, Тодось Осьмачка. 1925 рік.

Головними літературними об'єднаннями були «Ланка» (пізніше «МАРС»), «Плуг», неокласики «Молодняк», «Західна Україна», ЛОЧАФ (об'єднання армії та флоту). Найвпливовішим був «Гарт», який пізніше був перейменований на «ВАПЛІТЕ» («Вільну Академію Пролетарської Літератури»).
Саме ВАПЛІТЕ в особі Миколи Хвильового розпочала славетну літературну дискусію 1925—1928 рр. і перемогла в ній, довівши наявність і необхідність національної, специфічної української літератури, орієнтованої на Європу, а не на Росію.

## Новаторство
Основними складниками світогляду новітньої еліти були бунт, самостійність мислення та щира віра у власні ідеали. Переважно це були інтелектуали, які робили ставку на особистість, а не на масу. За їхньою зовнішньою «радянськістю» ховалися глибокі пошуки й запити.
Проза поділялася на дві течії: сюжетна і безсюжетна. У безсюжетних творах головним було не речення чи слово, а підтекст, дух, «запах слова», як казав Хвильовий. Стиль сильних почуттів і проникнення в суть явищ називається неоромантизмом чи експресіонізмом. У цьому напрямі працювали Микола Хвильовий, Юрій Яновський, Андрій Головко, Юліан Шпол, Олекса Влизько, Лесь Курбас, Микола Куліш та багато інших.
Головна ідея новели «Я (Романтика)» Хвильового — розчарування в революції, кричущі суперечності і роздвоєння людини того часу. Головний персонаж — людина без імені, а значить, без індивідуальності, без душі. Заради революції він вбиває свою матір і карає себе думкою, чи варта була революція такої жертви.
У романі Валер'яна Підмогильного «Місто» вперше в українській літературі проявилися елементи філософії екзистенціалізму. Головний герой у прагненні насолоди йде від задоволення фізичного до найвищих релігійних потреб. Проте навіть у такій складній тематиці письменник не перетворює роман на просту оповідь «людної» філософії, а творчо осмислює її у застосуванні до нашого національного світовідчуття.
У поезії найцікавішими є шукання символістів Олександра Олеся і Павла Тичини. У збірці «Сонячні кларнети» Павло Тичина відобразив усю широту освіченого і тонкого розуму, який споглядає багатство української природи, бажаючи докопатися до її першовитоків.
Коли Комуністична партія СРСР зрозуміла свою поразку, вона почала діяти забороненими методами: репресіями, замовчуванням, нищівною критикою, арештами, розстрілами. Перед письменниками стояв вибір: самогубство (М. Хвильовий), репресії і концтабори (Б. Антоненко-Давидович, Остап Вишня), замовчування (Іван Багряний, В. Домонтович), еміграція (В. Винниченко, Є. Маланюк), або писання програмових творів на уславлення партії (П. Тичина, Микола Бажан). Більшість митців була репресована і розстріляна.
Коли 1947 року Іван Багряний видав за кордоном свою поетичну збірку «Золотий бумеранг», другою назвою її було «Рештки загубленого, репресованого та знищеного». Твори забирали до спецсховів, забороняли, замовчували, багато з них були назавжди втрачені. Деякі твори функціонували у самвидаві (Іван Багряний), рукописних копіях, виходили за кордоном.

## Значення
Трагічна доля покоління 1920-1930-х років демонструє всю силу українського духу, його творчий потенціал, необхідність свого шляху й незалежності від впливу інших культур. Культурний розвиток проходив за умов повної ідеологізації всього суспільства, масових репресій, переслідувань інакодумців, особливо інтелігенції. Політика українізації замінялася поверненням політики русифікації. Найхарактернішою рисою, притаманною культурі Української СРР тих років, була її заідеологізованість. Культурні зрушення, що відбувалися в СРСР протягом довоєнних п'ятирічок, у тому числі оволодіння грамотою мільйонами, формування нової генерації інтелігенції, розвиток науки, літератури, мистецтва — більшовицька партія розглядала як складові так званої культурної революції, основним змістом якої вона вважала утвердження марксистського світогляду, подолання впливу несумісних з ним ідеологій. Монополізувавши право на істину, сталінське керівництво нав'язувало суспільству надзвичайно убоге розуміння культури, звівши все багатство й розмаїття її функцій до обслуговування політичних цілей ВКП(б). Ця обставина справила негативний вплив на культурні процеси в Україні, ускладнивши та спотворивши їх.

## Представники
Представників інтелігенції, що належать до «розстріляного відродження», умовно поділяють на кілька груп залежно від їхнього життєвого шляху під час та після сталінських репресій. До першої групи — безпосередніх жертв терору — належать письменники Валер'ян Підмогильний, Валер'ян Поліщук, Марко Вороний, Микола Куліш, Микола Хвильовий, Михайль Семенко, Євген Плужник, Микола Зеров, художники-бойчукісти, Лесь Курбас та багато інших, що були знищені фізично, тобто були страчені, померли в концтаборах чи вчинили самогубство, перебуваючи за півкроку від арешту. Попри те, що більшість з них були реабілітовані ще наприкінці 1950-х років, їхній мистецький чи науковий доробок був забороненим в СРСР і надалі, або принаймні ознайомлення з ним не заохочувалось радянською владою. Замовчувалось те, що такі діячі взагалі існували. До того ж багато, особливо пізніх, творів таких митців, було знищено репресивними радянськими органами в сталінський період. Наприклад, не збереглося практично жодного монументального твору Михайла Бойчука, засновника цілої школи монументального живопису. Проте після реабілітації творчість тих небагатьох митців, що загалом вкладалася в рамки соцреалізму, була визнана радянською владою, їхні твори передруковувались, як твори Пилипа Капельгородського, Івана Микитенка, і навіть могли включатись до шкільних програм (окремі п'єси Миколи Куліша).
Частині репресованих і переслідуваних представників української інтелігенції вдалось уникнути найвищої міри покарання та вижити в тюрмах і концтаборах. Декому з них вдалося навіть втекти з концтаборів (Іван Багряний). Відбувши свій строк, Остап Вишня став слухняним співцем сталінського режиму, а Борис Антоненко-Давидович, якого звільнили лише після реабілітації 1957 року, до кінця життя перебував в опозиції до радянського режиму.
Третю умовну групу складають ті діячі культури, які уникли репресій, але через те, що їхній доробок був далеким від соцреалізму і вузьких партійних рамок, він був також засуджений радянською владою. Творчість таких осіб заборонялась й замовчувалась, твори вилучали зі сховищ і знищували. Більшість цих осіб померла ще до розгортання масових репресій (Леонід Чернов, Олександр Богомазов, Гнат Михайличенко), дехто врятувалися завдяки тому, що відійшли від активної діяльності, як, наприклад, Марія Галич, дуже небагатьом вдалось вчасно емігрувати (Юрій Клен).
До четвертої групи належать митці «доби розстріляного відродження». Їхня творчість або чітко відповідала компартійним нормам, або ж зазнала в період сталінських репресій значних змін. Страх за свою безпеку в умовах масового терору змушував швидко пристосовуватись, перетворюючись на пропагандистів від мистецтва. Твори Максима Рильського, Павла Тичини, Володимира Сосюри, Івана Кочерги й багатьох інших, створені в цей час та надалі, не мають високої художньої вартості, індивідуальності форм і стилів та є типовими зразками соцреалістичного пропагандистського мистецтва.
У тридцяті роки була також знищена й велика кількість діячів культури старшого покоління, які стали відомими ще до радянської влади й належать до покоління діячів початку XX століття, а не 1920–30-х років. Це Людмила Старицька-Черняхівська, Микола Вороний, Сергій Єфремов, Гнат Хоткевич та інші. Проте завдяки політиці українізації вони активно включилися в процеси розбудови української літератури, культури, науки, що відбувалися в УСРР. Дехто з них задля цього повернулись з еміграції, як Микола Вороний, або спеціально переїхав з українських країв під владою Польщі, як Антін Крушельницький з родиною.

### Деякі представники розстріляного відродження
| Портрет | Ім'я                                                    | Народження                                                                               | Дата смерті       | Місце смерті       | Вік | Обставини смерті | Діяльність | Реабілітація творчості |
|         | Яловий Михайло Омелянович (Юліян Шпол)                  | 05 червня 1895 (18 червня 1895) с.Дар-Надежда Полтавська губернія                        | 3 листопада 1937  | Сандармох          | 42  | Заарештовано в другій половині квітня 1933. Звинувачено в шпигунській діяльності, «шумськізьмі» та підготовці замаху на П. Постишева, засуджено до 10 років таборів. 9 жовтня 1937 року особливою трійкою УНКВД Ленінградської обл. засуджено до розстрілу. | Письменник. Член «Гарту», ВАПЛІТЕ (перший президент) | 19 червня 1957         |
|         | Хвильовий (Фітільов) Микола Григорович                  | 13 грудня 1893 (26 грудня 1893) м. Тростянець                                            | 13 травня 1933    | Харків             | 39  | В атмосфері тотального цькування і переслідування покінчив життя самогубством, каталізаторами стали арешт Михайла Ялового та Голодомор | Письменник, публіцист. Провідний письменних неоромантичного стилю. Один з основоположників пореволюційної української прози.                                                                    | —                      |
|         | Підмогильний Валер'ян Петрович                          | 02 лютого 1901 (15 лютого 1901) c. Писарівка Катеринославська губернія                   | 3 листопада 1937  | Сандармох          | 36  | 11 січня 1935 визнав, що належав до «групи письменників-націоналістів з терористичними настроями у ставленні до вождів партії». Визнав тому, що, на його думку, «політика колективізації привела українське село до голоду». Закритий суд позбавив волі «терміном на 10 років з конфіскацією особистого майна». 1937 року особливою трійкою УНКВД Ленінградської обл. засуджено до розстрілу. | Прозаїк, перекладач. Один з найвидатніших прозаїків і зачинатель психологічного реалізму в літературі українського відродження.                                                                 | 4 серпня 1956          |
|         | Косинка (Стрілець) Григорій Михайлович                  | 29 листопада 1899 (12 грудня 1899) с. Щербанівка Київська губернія                       | 15 грудня 1934    | Київ               | 35  | На початку 1930-х років видання творів було заборонено. В листопаді 1934 року заарештований. Під час судового процесу у грудні 1934 року був звинувачений у приналежності до контрреволюційної терористичної організації і засуджений до розстрілу. | Прозаїк. Член Аспис (1923—1924), «Ланка» і «МАРС». Майстер імпресіоністичної новели. | 19 жовтня 1957         |
|         | Куліш Микола Гурович                                    | 05 листопада 1892 (18 листопада 1892) Чаплинка Таврійська губернія                       | 3 листопада 1937  | Сандармох          | 44  | На першому всесоюзному з'їзді радянських письменників був оголошений буржуазно-націоналістичним драматургом. У грудні 1934 року, після похорону свого друга Івана Дніпровського, заарештований органами НКВС. | Драматург, режисер, громадський діяч, газетяр і редактор, педагог. Творець модерної української драматургії.                                                                                    | 4 серпня 1956          |
|         | Плужник Євген Павлович                                  | 13 грудня 1898 (26 грудня 1898) Кантемирівка Воронезька губернія                         | 2 лютого 1936     | Соловки            | 37  | У грудні 1934 року заарештований НКВС. Звинувачений у приналежності до націоналістичної терористичної організації. У березні 1935 року виїзною Військовою колегією Верховного суду СРСР разом з іншими письменниками засуджений до розстрілу (змінено на довготривале табірне ув'язнення). | Поет, письменник, драматург, перекладач. Входив до «Аспис», «Ланка» та «МАРС». Поезії притаманний глибокий ліризм, драматизм почуттів, майстерна поетична мова.                                 | серпень 1956           |
|         | Семенко Михайль (Михайло) Васильович                    | 31 грудня 1892 (13 січня 1893) с. Кибинці Полтавська губернія                            | 23 жовтня 1937    | Київ               | 44  | Заарештований 26 квітня 1937 року. Обвинувачений в «активній контрреволюційній діяльності». Серед іншого йому закидали спробу скинути Радянську владу в Українській РСР за допомогою німецьких фашистів. На допитах 4, 7 та 8 травня 1937 року «зізнався» у всіх звинуваченнях. 23 жовтня 1937 року військовою колегією Верховного Суду СРСР на закритому засіданні засуджений до розстрілу. | Поет, теоретик літератури. Лідер українського футуризму (панфутуризму), організатор футуристичних угруповань, редактор багатьох видань. Модернізував українську лірику урбаністичною тематикою. | реабілітовано[коли?]   |
|         | Поліщук Валер'ян Львович                                | 18 вересня 1897 (1 жовтня 1897) с. Більче Волинська губернія                             | 9 жовтня 1937     | Сандармох          | 40  | У листопаді 1934 року заарештований органами ДПУ. 27-28 березня 1935 року виїзна сесія Військової колегії Верховного Суду СРСР засудила його на 10 років виправно-трудових таборів. Покарання відбував на Соловках, 9 жовтня 1937 року йому було винесено смертний вирок. | Письменник, літературний критик, публіцист. | 4 серпня 1956          |
|         | Филипович Павло Петрович                                | 02 вересня 1891 (15 вересня 1891) с. Кайтанівка Київська губернія                        | 3 листопада 1937  | Сандармох          | 46  | Заарештований в серпні 1935 і суджений разом із Зеровим з початком 1936 року за приналежність до шпигунсько-терористичної організації, що нею мав бути нібито семінар української літератури в Київському ІНО. 3асуджений на 10 років заслання в концтабори, перебував на Медвежій Горі, потім на Соловках. Розстріляний 1937. | Поет, літературознавець. Лідер неокласиків. | 23 січня 1958          |
|         | Зеров Микола Костянти нович                             | 26 квітня 1890 (9 травня 1890) м. Зіньків                                                | 3 листопада 1937  | Сандармох          | 47  | Наприкінці 1934 звільнено з університету. Уночі проти 28 квітня 1935 року заарештований під Москвою. 20 травня відпроваджено до Києва. Звинувачення: керівництво контрреволюційною терористичною націоналістичною організацією. Військовий трибунал Київського військового округу розглянув судову справу на закритому судовому засіданні 1-4 лютого 1936 року без участі звинувачених й захисту. Засудив до 10 р. ув'язнення. Розстріляний 1937.                                                            | Поет, літературознавець, перекладач. Лідер неокласиків, аналітичний критик, полеміст, майстер сонетної форми і перекладач античної поезії                                                       | —                      |
|         | Драй-Хмара (Драй) Михайло Опанасович                    | 10 жовтня 1889 (23 жовтня 1889) Малі Канівці Полтавська губернія                         | 19 січня 1939     | Колима             | 49  | Заарештований 21 березня 1933 року, звинувачений в приналежності до контрреволюційної організації у Кам'янецькому університеті. Через брак доказів 11 травня 1933 року випущений, 16 липня 1934 року справа припинена. Звільнений під підписку про невиїзд. Другий арешт (6 вересня 1935) призвів до заслання на Колиму на 5 р. Вбитий на засланні. | Поет, літературознавець, перекладач. Неокласик. Володів 19 мовами. | 28 листопада 1989      |
|         | Свідзинський Володимир Євтимович                        | 25 вересня 1885 (8 жовтня 1885) с. Маянів, Подільська губернія                           | 18 жовтня 1941    | Непокрите          | 56  | 27 вересня 1941 року заарештований. Спалений живцем разом з іншими в'язнями в покинутій господарській будівлі у селі Непокритому під Салтовом, Харківська область | Поет, перекладач. | —                      |
|         | Йогансен Майк (Михайло) Гервасійович                    | 15 жовтня 1895 (28 жовтня 1895) Харків                                                   | 27 жовтня 1937    | Київ               | 40  | 18 серпня 1937 року заарештований. 24 жовтня обвинувачений в участі у антирадянській націоналістичній організації з 1932 року, яка ставила своєю метою повалення радвлади методами терору й збройного повстання, завербував чотири особи для участі в повстанні, погодився особисто взяти участь у виконанні теракції проти керівників компартії і радянського уряду. Військова Колегія Верховного Суду СРСР 26 жовтня засудила до розстрілу.                                                                | Письменник. Поет, автор пригодницьких романів. Один із засновників «Гарту» і ВАПЛІТЕ. | 1958                   |
|         | Фальківський (Левчук) Дмитро Никанорович                | 03 листопада 1898 (16 листопада 1898) с. Великі Лепеси (нині в межах м. Кобрин)          | 16 грудня 1934    | Київ               | 36  | Попри революційне минуле, офіційна критика ставилася недовірливо до його творчості. Коли в зв'язку з убивством С. Кірова було посилено терор, його разом з Г. Косинкою, О. Влизьком, К. Буревієм та іншими розстріляно в групі двадцяти вісьмох. | Поет, прозаїк, перекладач, сценарист. Належав до літературної групи «Ланка» (пізніше МАРС) | після 1956             |
|         | Досвітній Олесь (Скрипаль -Міщенко Олександр Федорович) | 08 листопада 1891 (21 листопада 1891) Вовчанськ                                          | 3 березня 1934    | Харків             | 42  | 7 грудня 1933 звинувачений у «приналежності до української контрреволюційної організації, яка намагалася повалити Радянську владу». 19 грудня заарештовано. Додано «участь в терористичній діяльності, зокрема підготовку замаху на Постишева». Судова «трійка» на закритому засіданні 23 лютого 1934 року засудила до розстрілу. 3 березня Колегія ОДПУ залишила вирок без змін. | Прозаїк, публіцист, сценарист, організатор кіновиробництва. Член «Гарт», ВАПЛІТЕ, ВУСПП, а з 1932 член Спілки радянських письменників.                                                          | 25 жовтня 1955         |
|         | Влизько Олекса Федорович                                | 04 лютого 1908 (17 лютого 1908) ст. Боровьонка Крестецького повіту Новгородська губернія | 14 грудня 1934    | Київ               | 26  | Після вбивства Кірова у грудні 1934 року заарештований разом із численною групою діячів української культури, серед яких Косинка, Фальківський, Буревій, Антін, І. Крушельницькі, Мисик та ін. За приналежність до контрреволюційної терористичної організації виїзна сесія Військової колегії Верховного Суду СРСР на закритому засіданні 14 грудня винесла смертний вирок. | Письменник. Літературний шлях позначений динамічними шуканнями, різнорідністю форм, жанрів, тем. Класицизм, футуризм, «виробнича поезія» й агітка, і передусім активний вітаїстичний романтизм. | 1958                   |
|         | Шкурупій Ґео (Георгій) Данилович                        | 20 квітня 1903 (3 травня 1903) м.Бендери                                                 | 12 серпня 1937    | Ленінград          | 33  | Арештований 3 грудня 1934 за звинуваченням у приналежності до «київської терористичної організації ОУН». Двічі судимий. 27 квітня засуджений на 10 років таборів із подальшим трирічним обмеженням у політичних правах та конфіскацією майна. Покарання відбував на Соловках. Дружину з сином як родину ворога народу виселили з Києва. 25 листопада 1937 особлива трійка переглянула справу і засудила до розстрілу.                                                                                        | Письменник, сценарист. Один з лідерів панфутуристів. | 1957                   |
|         | Слісаренко (Снісар) Олекса Андрійович                   | 15 березня 1891 (28 березня 1891) х. Канівцевий Харківська губернія                      | 3 листопада 1937  | Сандармох          | 46  | У квітні 1934 заарештований ГПУ УРСР, у квітні 1935 військовий трибунал засудив до 10 років позбавлення волі. Покарання відбував на Соловках. У жовтні 1937 року окрема трійка Управління НКВД РРФСР по Ленінградській області переглянула справу і засудила до розстрілу. | Письменник. Цікавився футуризмом, був членом Спілки пролетарських письменників «Гарт», ВАПЛІТЕ. Після «самоліквідації» ВАПЛІТЕ разом з Йогансеном заснував «Техно-мистецьку групу А».           | реабілітовано[коли?]   |
|         | Ірчан Мирослав (Баб'юк Андрій Дмитрович)                | 14 серпня 1897 (27 серпня 1897) с. П'ядики Галичина                                      | 3 листопада 1937  | Сандармох          | 40  | 28 грудня 1933 його в приміщенні ЦК КП(б)У після тривалої розмови з Постишевим заарештували за приналежність до націоналістичної укр. контрреволюційної організації. 28 березня року судова трійка і Колегія ГПУ «дали» 10 років Соловків. 9 жовтня 1937 року судова трійка УНКВС Ленінградської обл. засудила до розстрілу. | Письменник, публіцист, драматург, перекладач, літературознавець, журналіст, історик, видавець.                                                                                                  | 3 квітня 1956          |
|         | Бузько Дмитро Іванович                                  | 1891 Новомиргород                                                                        | 14 листопада 1937 | Одеса              | 46  | 16 липня 1937 на зборах Одеської організації Спілки письменників у своєму виступі обмовився, що помилятися можуть всі, навіть сам «великий, мудрий Сталін». На тих зборах «за контрреволюційний виступ» його виключають з СП, а 20 жовтня заарештований і звинувачений в тому, що «у 1918—1920 роках займав ряд посад у петлюрівських організаціях, був учасником націоналістичної організації, вів контрреволюційну агітацію на зборах письменників». 1 листопада трійка НКВС засудила до розстрілу.        | Прозаїк, сценарист. Автор науково-фантастичного роману. Був членом літературного об'єднання українських футуристів «Нова генерація»                                                             | 1957                   |
|         | Ярошенко Володимир Мусійович                            | 10 травня 1898 (23 травня 1898) с. Івахники Полтавська губернія                          | 23 жовтня 1937    | Київ               | 39  | У лютому-травні 1933 року перебував під арештом за підозрою в належності до української націоналістичної контрреволюційної організації. У листопаді 1936 року заарештовано вдруге, обвинувачено в належності до української націоналістичної терористичної організації і в липні 1937 року засуджено до розстрілу. | Письменник, байкар, драматург, літературний критик, сценарист. перекладач. | 13 жовтня 1962         |
|         | Вороний Марко Миколайович                               | 18 березня 1904 (31 березня 1904) Чернігів                                               | 3 листопада 1937  | Сандармох          | 33  | 19 березня 1935 заарештований. Військовий трибунал Київського військового округу на закритому судовому засіданні 1-4 лютого 1936 засудив до 8 р. таборів. Покарання відбував у м. Кемь, потім на Соловках. Особливою трійкою управління НКВС Ленінградської області 9 жовтня 1937 засуджений до розстрілу. | Поет, перекладач, дитячий поет. | 23 січня 1958          |
|         | Вражливий Василь (Штанько Василь Якович)                | 1903 с. Опішня Полтавська губернія                                                       | 8 грудня 1937     | Соловки            | 34  | Заарештований під час масових арештів після вбивства Кірова у грудні 1934 року. Засудили 27—28 березня 1935 на 10 років концтаборів. Відбував заслання на Соловках. Постановою «трійки» УНКВС Ленінградської області повторно засуджений до розстрілу. | Прозаїк, перекладач. Належав до «Плугу», потім увійшов до ВАПЛІТЕ, а після її ліквідації — «Пролітфронту».                                                                                      | 1956                   |
|         | Пилипенко Сергій Володимирович                          | 09 липня 1891 (22 липня 1891) Київ                                                       | березень 1934     | Київ               | 42  | 21 серпня 1933 року виключено з партії. 29 листопада арештували. Звинувачення: «активний учасник контрев. УВО, яка прагнула повалити Радвладу в Українській СРР шляхом збройного повстання, особисто очолював терор. трійку в організації замаху на Голову РНК УРСР Чубаря». Трійка 23 лютого 1934 року порушила клопотання перед Колегією ОДПУ про розстріл, що був затверджений 3 березня. | Письменник, літературний критик, байкар. Засновник і голова «Плугу». | 30 квітня 1957         |
|         | Буревій Кость Степанович                                | 02 серпня 1888 (15 серпня 1888) Великі Меженки Воронезька губернія                       | 15 грудня 1934    | Київ               | 46  | З 1932 не міг знайти роботу. 13-15 грудня 1934 року виїзною сесією Військової колегії Верховного суду СРСР у Києві за звинуваченнями «в організації підготовки терористичних актів проти працівників Радянської влади» було засуджено до розстрілу. | Письменник, драматург, театрознавець, літературний критик. Активний учасник літературної дискусії 1925—1928.                                                                                    | 1957                   |
|         | Микитенко Іван Кіндратович                              | 06 вересня 1897 (19 вересня 1897) Рівне Херсонська губернія                              | 4 жовтня 1937     | Київ               | 40  | 1937 виведений зі складу секретаріату, Правління й президії СРПУ, знятий з посади головного редактора журналу «Радянська література», а 3 жовтня виключений з партії. 4 жовтня 1937 року пішов в НКВС. Дані про подальшу долю дуже суперечливі, можливо самогубство. Начебто 18 жовтня знайдено його тіло | Прозаїк, драматург. Один з керівників ВУСПП, а в 1932 член оргкомітету Спілки письменників СРСР.                                                                                                |                        |
|         | Капельгородський Пилип Йосипович                        | 27 листопада 1882 (10 грудня 1882) Городище Полтавська губернія                          | травень 1938      | Полтава            | 55  | 19 березня 1938 року був заарештований і 5 квітня того ж року «особливою трійкою» НКВС по Полтавській області засуджений до розстрілу на підставі вигаданих звинувачень у націоналізмі. | Письменник, публіцист, сатирик і гуморист, один із зачинателів української радянської літератури.                                                                                               | січень 1956            |
|         | Поліщук Клим Лаврінович                                 | 25 листопада 1891 (08 грудня 1891) Краснопіль Волинська губернія                         | 3 листопада 1937  | Сандармох          | 45  | У 1924 році з дружиною приїхав до УРСР. 1930 заарештовано дружину, а потім і його. 2 січня 1931 року вони були засуджені до 10 років ув'язнення в таборах. Відбували покарання на Соловках. 9 жовтня 1937 року справу було переглянуте і засуджено до розстрілу. | Письменник, публіцист, автор історичних романів. | —                      |
|         | Епік Григорій Данилович                                 | 17 січня 1901 (30 січня 1901) Кам'янка Катерино славська губернія                        | 3 листопада 1937  | Сандармох          | 36  | Заарештований 5 грудня 1934 за приналежність до контрреволюційної націоналістичної організації, що планувала терористичні акти проти керівників Компартії та уряду. Він без спротиву визнав свою вину. На початку 1935 року написав листа на ім'я наркома В. Балицького, в якому розкаювався за злочинні наміри всієї групи і визнавав, що їх усіх варто постріляти, «як скажених псів». Листа на пленумі правління Спілки письменників України зачитав Постишев. У жовтні 1937 року засуджено до розстрілу. | Письменник, перекладач, публіцист. Входив до Спілки селянських письменників «Плуг», згодом пристав до ВАПЛІТЕ.                                                                                  | 1956                   |
|         | Бобинський Василь Петрович                              | 11 вересня 1898 (24 вересня 1898) Кристинопіль                                           | 2 січня 1938      | РРФСР              | 41  | Заарештовано НКВС 1933 як члена УВО і 1934 засуджено до трьох років концтаборів. Працював на будівництві каналу Волга — Москва. 1937 знову заарештовано. Засуджено до розстрілу. | Поет, перекладач. Писав еротичну лірику. Член «Західна Україна» та ВУСПП. | 26 жовтня 1956         |
|         | Загул Дмитро Юрійович                                   | 28 серпня 1890 (10 вересня 1890) Мілієве Буковина                                        | літо 1944         | Колима             | 53  | Арештований у лютому 1933 року, у травні того ж року окрема трійка ГПУ ухвалила ув'язнити на 10 років в концтаборах за належність до контрреволюційної організації, яка готувала збройне повстання проти радянської влади. Покарання відбував на Забайкаллі (станція Урульга). 1943 року термін ув'язнення продовжено. Помер за нез'ясованих обставин. | Поет, літературознавець, критик, публіцист, перекладач, педагог, громадський діяч. Поет-символіст.                                                                                              | 29 квітня 1957         |
|         | Соколовський Олександр Олександрович                    | 08 вересня 1896 (21 вересня 1896) Конотоп                                                | 22 серпня 1938    | Київ               | 41  | Як колишній есер, арештовувався 1920 і 1924. Востаннє заарештований 29 жовтня 1937 року. Було висунуто звинувачення в тому, що нібито 1932 року він увійшов до складу антирадянської есерівської організації, а 1936 року був перевербований в антирадянську українську націоналістичну організацію і очолив терористичну групу, яка ставила за мету насильницьке повалення радвлади. Засуджено до страти.                                                                                                   | Письменник-романіст. Член Спілки письменників СРСР з 1934 року. | 18 липня 1957          |
|         | Чечвянський (Губенко) Василь Михайлович                 | 11 березня 1888 (24 березня 1888) х. Чечва Полтавська губернія                           | 15 липня 1937     | Київ               | 49  | Арештований 2 листопада 1936 у Харкові. «Зізнався», що є учасником контрреволюційного підпілля з 1933 року, «будучи зв'язаним з активними ворогами Радянської влади» Хвильовим, Вишнею, Кулішем, Вражливим, Поліщуком. Перевезений в Київ. Засуджений до розстрілу 14 липня. | Письменник-гуморист. Член літературних організацій «Плуг» і ВУСПП. | реабілітовано[коли?]   |
|         | Юрій Вухналь (Іван Дмитрович Ковтун)                    | 05 жовтня 1906 (18 жовтня 1906) Чорнобаївка Харківська губернія                          | 15 липня 1937     | Харків             | 30  | Заарештований 2 листопада 1936 року за звинуваченням: «участь в українській націоналістичній терористичній організації, яка готувала терористичні акти проти керівників ВКП(б) і Радянського уряду». Винним себе не визнав. Військова Колегія Верховного Суду СРСР 14 липня 1937 року засудила до розстрілу. | Письменник. Писав романи, гуморески, фейлетони, нариси. Належав до літературних організацій «Плуг», «Молодняк», ВУСПП.                                                                          | 4 листопада 1958       |
|         | Дмитро Тась (Могилянський Дмитро Михайлович)            | 28 січня 1901 (10 лютого 1901) Чернігів                                                  | 28 лютого 1938    | Московська область | 37  | Заарештований органами НКВС 28 січня 1938 року. 25 лютого засуджений до розстрілу, вирок виконано 28 лютого 1938 року, імовірно в Московській області. | Письменник, публіцист. Лірика Тася відзначається досконалістю форми. Критик Яків Савченко вважав його разом із Дмитром Фальківським представниками неосимволізму в українській літературі.      | —                      |
|         | Коцюба (Коцегуб) Гордій Максимович                      | 16 січня 1892 (29 січня 1892) хутір Костів                                               | 17 грудня 1938    | Харків             | 46  | 21 березня 1938 року заарештований органами ГПУ, 17 грудня 1938 року військовий трибунал Харківського військового округу засудив його до розстрілу. | Письменник. Член літературних спілок «Гарт» (1923—1925), ВАПЛІТЕ (1925—1927), «Пролітфронт». | 1957                   |
|         | Курбас Лесь (Олександр -Зенон Степанович Курбас)        | 25 лютого 1887 (10 березня 1887) м. Самбір                                               | 3 листопада 1937  | Сандармох          | 50  | Були висунуті звинувачення в «похмурості», викривленні оптимістичної радянської дійсності. Звільнено з посади директора театру. Заарештовано, вислано на будівництво Біломорсько-Балтійського каналу на Медвежу Гору, потім на Соловки. 1937 року після повторного суду було розстріляно. | Режисер, актор, теоретик театру, драматург, публіцист, перекладач. Творець модерного українського театру.                                                                                       | 1957                   |
|         | Бойчук Михайло Львович                                  | 30 жовтня 1882 (12 листопада 1882) с. Романівка Галичина                                 | 13 липня 1937     | Київ               | 54  | 25 листопада 1936 року органи НКВС заарештували, а 13 липня разом з учнями І. Падалкою та В. Седляром розстріляли. Його дружину Софію Налепинську стратили 11 грудня також як «шпигунку» і «дружину керівника націоналістичної терористичної організації серед художників». Долю цих чотирьох розділила більшість учнів Михайла Бойчука. | Художник, маляр-монументаліст, педагог. Засновник школи українського монументального живопису, лідер бойчукістів.                                                                               | реабілітовано[коли?]   |
|         | Падалка Іван Іванович                                   | 15 листопада 1894 (28 листопада 1894) с. Жорнокльови Полтавська губернія                 | 13 липня 1937     | Київ               | 42  | 13 липня 1937 Військова Колегія Верховного Суду СРСР засудила його як «учасника націонал-фашистської терористичної організації, що ставив за мету відторгнення земель Української РСР від СРСР та реставрацію капіталізму» до вищої міри покарання — розстрілу. Розстріляний разом з В. Седляром та їхнім вчителем М. Бойчуком. | Художник. Бойчукіст. Брав участь у багатьох міжнародних виставках. | 1 лютого 1958          |
|         | Седляр Василь Теофанович                                | 12 квітня 1899 (25 квітня 1899) с. Жоржівка Полтавська губернія                          | 13 липня 1937     | Київ               | 38  | Розстріляний 13 липня 1937 року у Києві разом з Іваном Падалкою та їхнім вчителем Михайлом Бойчуком. | Художник. Працював у ділянках монументального і станкового малярства, станкової та книжкової графіки, декоративно-ужиткового мистецтва.                                                         | реабілітовано[коли?]   |
|         | Приходько Антон Терентійович                            | 1891, Кубанська область, станиця оворождественська                                       | 29 січня 1938     | Архангельськ       | 43  | 21 грудня 1937 р. — Засуджений до вищої міри покарання трійкою Управління НКВС Архангельської обл. (статті 58-10, 58-11 КК РРФСР) 29 січня 1938 року — розстріляний разом із Щепкіним Іваном Івановичем, Музиченком Миколаєм Петровичем та Івановим Володимиром Васильовичем | Український радянський державний діяч. Постійний представник УСРР при Уряді СРСР. Член ВУЦВК (всі скликання, за винятком 2-х, до X-го включно). Писав під псевдонімом «А. Прийдешній»           | 6 грудня 1957          |

## Масштаби репресій
Початком масового нищення української інтелігенції вважається травень 1933 року, коли 12—13 травня відбулися арешт Михайла Ялового і самогубство Миколи Хвильового, у харківському будинку «Слово».
Кульмінацією дій радянського репресивного режиму стали масові розстріли «контрреволюціонерів», вчинені напередодні 20-річчя жовтневого перевороту. Так, 3 листопада 1937 року в урочищі Сандармох (Карелія) за рішенням трійки НКВС було страчено велику групу в'язнів Соловецької в'язниці. У списку «українських буржуазних націоналістів», розстріляних 3 листопада, були Лесь Курбас, Микола Куліш, Матвій Яворський, Володимир Чеховський, Валер'ян Підмогильний, Павло Филипович, Валер'ян Поліщук, Григорій Епік, Мирослав Ірчан, Марко Вороний, Михайло Козоріс, Олекса Слісаренко, Михайло Яловий та інші. Загалом в один день за рішенням несудових органів було страчено десятки представників української інтелігенції — цвіту української нації.
Не відомі точні дані щодо кількості репресованих українських інтелігентів у часи сталінських репресій періоду Розстріляного відродження. За деякими даними, це число сягало 30 000 осіб.
Натомість досить просто визначити приблизну кількість репресованих осіб серед письменників: за наявністю їх публікацій на початку і наприкінці 1930-х. Так, за оцінкою Об'єднання українських письменників «Слово» (організації українських письменників у еміграції), яку було надіслано 20 грудня 1954 року Другому Всесоюзному з'їздові письменників, 1930 року друкувалися 259 українських письменників, а вже після 1938 року — з них друкувалися лише 36 (13,9 %). За даними організації, 192 із «зниклих» 223 письменників були репресованими (розстріляними чи засланими в табори з можливим подальшим розстрілом чи смертю), 16 — зникли безвісти, 8 — вчинили самогубство.
Ці дані добре узгоджуються з мартирологом українських письменників «Олтар скорботи» (чільний укладач — Олекса Мусієнко), який налічує 246 письменників-жертв сталінського терору. Це число більш як удвічі перевищує загальну кількість згаданих там українських письменників, репресованих іншими режимами, зокрема, періодом нацистської окупації (55), брежнєвської епохи (29), Російської імперії (11), Австро-Угорщини (3) та ін. За іншими даними, з 260 українських письменників було репресовано 228.
Для порівняння також слід зазначити, що станом на червень 1934 року лише 193 особи було офіційно визнано приналежними до Спілки письменників України, тільки 120 з яких були її дійсними членами.

## Відображення у кінематографі
- «Червоний ренесанс» — трисерійний документальних фільм кіностудії «Контакт», 2004.
- Купала — біографічний фільм, заборонений режимом Лукашенка, у якому, окрім долі поета, висвітлюється тема заборон білоруської мови урядом Російської імперії, знищення білоруської інтелігенції (у фільмі також згадується українське Розстріляне відродження), депортації білорусів радянською владою, та русифікації.
- «Будинок „Слово“. Нескінчений роман» — історична драма знята Тарасом Томенком за сценарієм, написаним ним спільно з Любов'ю Якимчук.